# 맨디 (영화)
《맨디》(영어: Mandy)는 2018년에 개봉한 미국의 영화이다.

## 캐스팅
주연
- 니콜라스 케이지 : 레드 역
- 안드레아 라이즈보로 : 맨디 역

조연
- 라이너스 로체 : 제레미아 역
- 리처드 블레이크
- 네드 데네히
- 올펜 파우에레